# Typothorax
Typotórax es un género extinto de aetosaurio Typothoracisinae que vivió en el Triásico Superior. Sus restos se han encontrado en América del Norte . Se conocen dos especies: T. coccinarum, la especie tipo, y T. antiquum .

## Descripción

Tamaño de Typothorax coccinarum en relación con un humano.

El typothorax era un aetosaurio, un pseudosuquio pariente lejano de los cocodrilos modernos. A diferencia de estos, los aetosaurios eran herbívoros. El typothorax y otros aetosaurios poseían dientes pequeños en forma de hoja que no les permitían alimentarse de carne.
A diferencia de otros aetosaurios, como el Desmatosuchus, el Typothorax no tiene grandes espinas en los hombros. Sin embargo, tiene dos espinas grandes en el cuello que se proyectan desde la tercera fila de escudos de la espalda. Tiene unos escudos laterales con cuernos en la zona posterior de la espalda. Los laterales y la parte inferior la cubren escudos ornamentados.
El typothorax medía unos 2,5 metros (8,2 pies) largo y pesaba 100 kilogramos (220,5 lb) .
La columna vertebral de Typothorax es corta, cada vértebra individual tiene una longitud reducida. De cualquier modo, el osteodermo no muestra el acortamiento en longitud de las vértebras, sino que tiene un menor número de ellas, de forma que el osteodermo paramediano (aquel que cubre la parte posterior del tronco) recubre varias.
En la mayoría de crurotarsianos hay una fila de osteodermo por vértebra. En el caso del T. coccinarum hay unas 20 filas de osteodermo presacral y alrededor de 26 vértebras presacrales. Si las espinas cervicales de Typothorax son homólogas a las de Desmatosuchus, es probable que se deba a la pérdida de las espinas delanteras. Mientras que en Desmatosuchus las espinas están presentes en la quinta fila, en Typothorax  están presentes en la tercera.
En T. coccinarum hay 10 columnas torácicas y cuatro columnas caudales de osteodermo ventral en la parte inferior. A diferencia de todos los demás aetosaurios, Typothorax posee osteodermos puntiagudos en la parte inferior de la cola, cerca de la cloaca. Esta región no está cubierta por osteodermo en la misma proporción que aparece en otros aetosaurios como Aetosaurus y Coahomasuchus .

## Historia
El Typothorax fue uno de los primeros vertebrados del Triásico del oeste de Norteamérica a los que se dio nombre, pero se han estudiado poco desde entonces. Los paleontólogos han encontrado las placas de armadura características desde hace décadas, pero el primer estudio exhaustivo es muy reciente. Se ha encontrado en Arizona, en la Formación Chinle, en Nuevo México y en Texas, en la Formación Bull Canyon del Grupo Dockum .

## Paleobiología

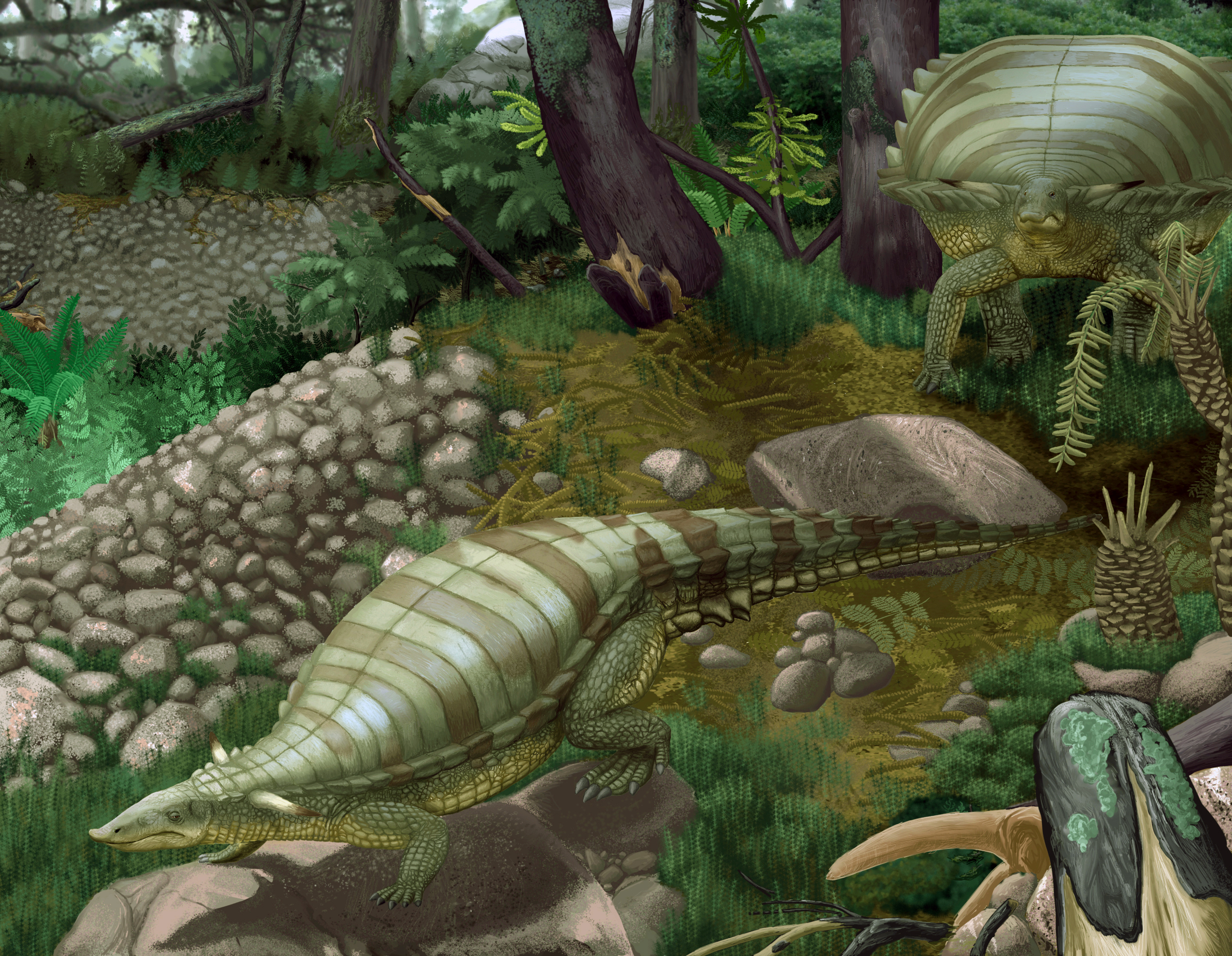
Restauración de dos T. coccinarum

Como todos los aetosaurios y muchos crurotarsianos primitivos, el Typothorax tenía patas traseras erguidas. Esto es evidente porque tenían un fémur recto, un pie dirigido anteriormente y una proyección de la superficie lateral del ilion sobre el fémur. Debido a que la longitud del fémur es casi igual a la de la tibia, el peroné, el astrágalo y el calcáneo, los movimientos del Typothorax es probable que fuesen lentos. Las extremidades anteriores son reducidas y se dirigían hacia fuera en posición extendida. Esta postura también se ve en ankylosaurios, ceratopsianos y en el cinodonto Procynosuchus .
Varias de las características de las extremidades anteriores se cree que eran adaptaciones para excavar. Como en muchos tetrápodos excavadores, el radio es significativamente más corto que el húmero. Igual que en el caso de otros aetosaurios, tenían una cresta deltopectoral prominente en el húmero. La mano es corta y ancha, característica de los animales excavadores. También aparece un entepicóndilo en el húmero, que es el origen del músculo pronador del antebrazo y los músculos flexores manuales.
El Typothorax también poseía un olécranon relativamente largo para la inserción del músculo tríceps, pero no tan largo como en los animales excavadores. Heckert y otros científicos concluyeron que el Typothorax no estaba adaptado específicamente para un estilo de vida fosorial, pero tenía la capacidad de excavar que otros aetosaurios no tenían. El hocico hacia arriba del Typothorax y otros aetosaurios sugiere que podían haber buscado comida hurgando en el suelo.

## Clasificación
Typothorax pertenece a un clado de aetosaurios llamado Typothoracinae, dentro de la subfamilia Aetosaurinae . Está estrechamente relacionado con Redondasuchus. La distinción de Redondasuchus de los Typothorax ha sido apoyada con la descripción de una nueva especie, R. rineharti, en 2006. Heckert, basándose en nuevo material esquelético, afirma junto a otros científicos que el Redondasuchus es distinto del Typothorax porque tiene osteodermos paramedianos muy flexionados, mientras que Typothorax tiene osteodermos paramedianos arqueados más suavemente.
Parker redescribió el holotipo de la especie tipo de Typothorax, T. coccinarum en 2013. Se constató que estaba demasiado fragmentado y que, por lo tanto, representa un nomen dubium.
El Episcoposaurus horridus, la especie tipo de su género generalmente considerada como una sinonimia menor de T. coccinarum es el siguiente nombre disponible para el material referido a T. coccinarum . Por lo tanto, otras especies de Typothorax, así como el material referido a T. coccinarum, pueden reasignarse a Episcoposaurus . No obstante, para preservar la estabilidad taxonómica, Parker sugirió solicitar un neotipo para T. coccinarum a partir de especímenes bien conservados para los que existan referencias anteriores.